# 상권이
《상권이》는 2012년 12월 16일에 방영한 KBS 드라마 스페셜이다.

## 등장 인물

### 주요 인물
- 이문식 : 역
- 최무성 : 역
- 조시내 : 역
- 유형관 : 역
- 정민성 : 역

### 그 외 인물
- 주진모
- 김남진
- 김시운
- 윤병희
- 김기준
- 최무인
- 서진원
- 이선희
- 김유안
- 홍인아
- 박은영
- 전나연
- 아역

유제건, 김현재

## 시청률
- 전국 시청률 : 6.1%[1]

## 수상
- 2013년 서울 드라마 어워즈 남자 연기자상 - 이문식